# مبرمان
أبو بكر محمد بن علي بن إسماعيل العسكري (؟ - 345/326هـ)، عُرِفَ أكثر بلقبه مبرمان. هو نحويٌّ بغدادي، مال إلى المذهب البصري، عاصر الزجاجي وابن درستويه وأبي علي الفارسي.

## حياته
هو أبو بكر محمد بن علي بن إسماعيل، لَقَّبَه المبرد مبرمان لكثرة ملازمته إيَّاه، فاشتهر بهذا اللقب حتى طغى على اسمه الأصلي. ولد في طريق رامهرمز. تتلمذ مبرمان لدى المبرد، وأكثر من ملازمته، قال ابن المبرد: «تلاميذ أبي رجلان أحدهما الكلاباذي يقرأ على أبي ثم يقول قال المازني فيعلو، والآخر مبرمان يقرأ عليه ثم يقول قال الزجاج فيسفل». وكان للزجَّاج تأثير كبير عليه، وكثيراً ما يقتبس من آرائه. اشتهر مبرمان في بغداد وذاع صيته، وخرج منها قاصداً الأهواز حيث اشتغل هناك في التعليم، إلا أنَّه لا يُكثِر من إلقاء الدروس، وكان يأخذ أجراً ضخماً مقابل خدماته، فيُروى أنَّه لا يُقرِئُ كتابَ سيبويه إلا بمقابل مائة دينار، وكان يأخذ أُجرة من طلابه. مبرمان هو واحد من نحاة بغداد المائِلِين نحو المذهب البصري، ومن تقاربه مع البصريين تتلمذه على يد المبرد، وشرحه لمؤلفات كِبَار البصريين كسيبويه والأخفش. نَبَغ من طلابه أبو علي الفارسي وأبو سعيد السيرافي. تُوفِّيَ مبرمان في سنة 345 في دمشق، وقِيلَ في سنة 326 في الأهواز.
كان مبرمان على الرغم من المكانة العلمية التي وصل إليها سيء الأخلاق، وتذكر كتب التراجم أمثلةً لذلك منها أنَّه كان يرمي البذور على رؤوس العامَّة أثناء ترحاله، ويُسبِّب الكثير من المشاكل لمن معه من الحمَّالين، حتى هجاه ابن لنكك، فقال فيه:
من الروايات الواردة عنه أنَّ أبي هاشم الجبائي قَصَدَه ليأخذ عنه كتاب سيبويه فيرسمه، إلا أنَّه غشَّ مبرمان بوعاء به قطع من الحجارة، أوهمَ مبرمان أنَّها عملات معدنية. وتفاصيل ذلك أنَّ الجبائي حضر عنده وسأله أن يقرأ عليه كتاب سيبويه، «فقال له مبرمان: قد عرفت الرسم، فقال أبو هاشم: نعم، ولكن أسألك النظرة، وأحمل إليك شيئا يساوي أضعاف الرسم فأودعه عندك إلى أن يصل إليّ مال لي في بغداد فأحمله إليك واستردّ الوديعة. فتمنع [مبرمان] قليلا ثم أجابه، فعمد أبو هاشم إلى زنفيلجة حسنة مغشّاة بالأدم محلاة، فملأها حجارة وقفلها وختمها وحملها إلى مبرمان، فوضعها بين يديه، فلما رأى منظرها وثقلها لم يشكّ في حقيقة ما ذكره، فوضعها عنده وأخذ عنه، فلما ختم الكتاب قال له المبرمان: احمل إليّ ما لي قبلك، فقال: أنفذ معي غلامك حتى أدفع إليه الرسم، فأنفذ معه إلى منزله، فلما جاء أبو هاشم إلى بيته كتب إلى مبرمان رقعة يقول فيها: قد تأخر حضور المال وأرهقني السفر وقد أبحت لك التصرف في الزنفيلجة، وهذا خطي لك حجة بذلك، وخرج أبو هاشم لوقته إلى البصرة ومنها إلى بغداد، فلما وصلت الرقعة إلى مبرمان استدعى بالزنفيلجة وفتحها فإذا فيها حجارة، فقال: سخر منا أبو هاشم لا حيّاه الله واحتال عليّ بما لم يتمّ لغيره».

## مؤلفاته
| - «شرح الكتاب الأوسطي» (شرح لكتاب أبي الحسن الأخفش). - «شرح شواهد سيبويه». - «شرح كتاب سيبويه» (غير مكتمل). - «النحو المجموع على العلل». | - «التلقين». - «صفة شكر المنعم». - «العيون». |